# Torre Cesarea
Torre Cesarea è una torre di avvistamento situata sulla costa ionica, nella penisola salentina, presso Porto Cesareo.

## Struttura
Ha una forma quadrangolare e si trova verso l'estremo sud dell'abitato di Porto Cesareo, ben visibile dal largo, da qualunque direzione, anche a grande distanza. È alta 16 metri ed ha i lati lunghi 21,50 metri. Le mura di base sono spesse 4 metri, mentre quelle in cima sono spesse 2,50 metri. La torre, costituita da blocchi tufacei, presenta varie caditoie ed il piano superiore è sostenuto da beccatelli.
Comunicava a nord con Torre Chianca e a sud con Torre Squillace.
Attualmente ospita gli uffici della Guardia di Finanza.

## Storia
Il 9 aprile 1568 venne deciso che a costruire la torre sarebbe stato il maestro Virgilio Pugliese con i progetti di Giovanni Tommaso Scala. Si iniziò a costruire il 1º maggio 1568 e venne ultimata nell'aprile 1570, venne poi abbattuta e ricostruita nel 1622.